# أكسيجيناز أحادية

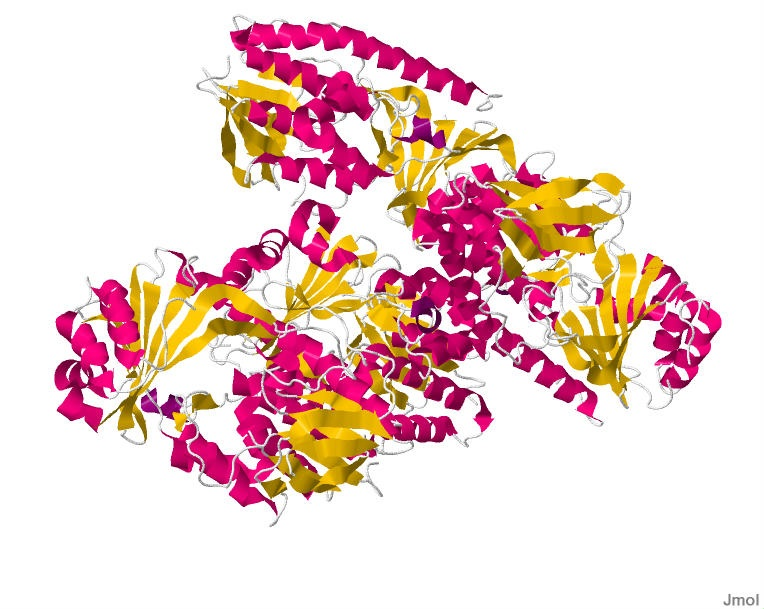
بنية الأكسيجيناز الأحادي TetX وذلك على شكل معقد مع ركازة من 7-يودتيتراسيكلين.

أُكسيجيناز أُحادِيَّة (بالإنجليزية: Monooxygenase) (نقحرة: مونوأكسجيناز) هو صنف من الإنزيمات التي تعمل على إدماج مجموعة هيدروكسيل في الركيزة في عدد من المسارات الاستقلابية.
في ذلك التفاعل تحدث عملية اختزال لجزيء الأكسجين O2، حيث تتحول ذرة أكسجين إلى مجموعة هيدروكسيل؛ أما الأخرى إلى جزيء ماء H2O مقابل حدوث عملية أكسدة في نفس الوقت لجزيء ثنائي نوكليوتيد الأدنين وأميد النيكوتين من NADH إلى +NAD.

## اقرأ أيضاً
- أكسجيناز